# 심상호
심상호(沈上昊, 1959년~)는 대한민국의 기업인이다. 2009년부터 2015년까지 세계스카우트운동기구(WOSM) 아시아태평양 지역 스카우트 위원회의 선출된 자원봉사회원이자 청년 회원 그룹 회장으로 활동했다.